# Музей А. А. Дурова
Музей А. А. Дурова — музей циркового искусства, посвящённый известному дрессировщику, артисту, одному из самых прославленных представителей цирковой династии Дуровых, Анатолию Анатольевичу Дурову.
Находится в городе Таганрог Ростовской области. Входит в состав Таганрогского государственного литературного и историко-архитектурного музея-заповедника. Здание является выявленным объектом культурного наследия.

## Описание
Анатолий Анатольевич Дуров в 1926 году, будучи уже известным в России и за рубежом дрессировщиком, переехал с семьёй (женой, матерью, двумя сёстрами с их семьями) и животными в Таганрог. В городе он приобрёл два особняка: на ул. Шевченко, д. 107 и другой — на той же улице, но под номером 111. В 1928 году артист трагически погиб в Ижевске. Его семья оставалась в Таганроге на протяжении ещё 12 лет.
В 1987 году в особняке открылась посвященная Анатолию Анатольевичу Дурову экспозиция. Здание, в котором расположен музей, выполнено в стиле модерн. Особняк был построен в 1900 году. В его облике присутствуют также черты и элементы традиционного русского стиля. До 1915 года усадьба принадлежала священнику Г. Ф. Поцепухову, затем дом стал собственностью жены коллежского асессора А. И. Царенко, перед революцией хозяйкой особняка была О. Л. Мирошниченко — родная сестра Саши Селивановой, подруги юных лет А. П. Чехова, а с 1920 года дом национализирован. Фасад разделен на две части скромно оформленным входом в виде невысокой арочной ниши с бочковидными колоннами, встречающимися часто в облике русских церквей. Большое окно слева от входа украшено сверху карнизом арочной формы. По бокам окна — своеобразные пилястры. Над карнизом лучковой формы имеется высокий фронтон с маленьким окошком, а за ним — металлическая кровля с гребнем трапециевидной формы. Вторая часть здания значительно меньшая, слегка отодвинута с красной линии застройки вглубь усадьбы, имеет одно сложное окно. Угол фасада рустован. Здание выстроено из белого и красного кирпича. Имея многие черты модерна, особняк, благодаря небольшим размерам и бочкообразным колоннам, оставляет впечатление терема, выполненного в традиционном русском стиле. В 1988 году была произведена реставрация особняка.
Экспозиция музея рассказывает о творческом пути, методах дрессуры животных, многочисленных зарубежных гастролях, мировом признании прославленного дрессировщика, его учениках и последователях. В середине центрального зала «Арена» находится стилизованная цирковая арена, на которой выставлены чучела артистов Анатолия Дурова: читающий журавль, играющая на скрипке обезьяна, поющий цыганские романсы попугай и другие. Эта площадка вызывает у посетителей особый интерес. В одном из залов музея воссоздан фрагмент интерьера пассажирского вагона гастролирующего артиста начала XX века, представлены личные вещи Анатолия Анатольевича. В зале «Кино» демонстрируется уникальная документальная запись кинокадров аттракциона «Кабаре», сделанных в 1920-е годы. На сохранении в музее находится коллекция чучел экзотических животных и птиц (более 40 экземпляров), подлинные цирковые афиши выступлений Дурова: «Кенгуру-боксер», «Собачья свадьба», «Джаз-банд», «Лисица с петухом», «Жокеи — собаки» и т. п., письма, отзывы критиков, фотографии, фрагменты кинозаписи. На стеклянных витринах расположен документальный материал, связанный с семьей Дуровых. Прежде всего это различные старинные фотографии.